# The Walt Disney Company India
The Walt Disney Company (India) Private Limited es una filial India de la región de Asia Pacífico de Disney Entertainment y tiene su sede en Bombay (Maharastra, India).
En marzo de 2019, después de la adquisición de la mayoría de activos de 21st Century Fox, que incluía al gigante de la televisión de la India "Star India",  Disney India se ha convertido en la mayor cadena de televisión en la India.

## Historia

### Proyecto conjunto
Walt Disney India se formó en agosto de 1993 con un acuerdo de licencia como sociedad conjunta entre The Walt Disney Company y Modi Enterprises. Disney presentó en octubre de 2001. ante la Junta de Promoción de Inversiones Extranjeras, una propuesta para crear una compañía subsidiaria de propiedad total con el fin de lanzar Disney Channel en la India. El Departamento de Política Industrial y Promoción otorgó a Disney una aprobación inicial para la subsidiaria, pero Modi protestó por las similitudes con su empresa conjunta. Cuando finalizó el acuerdo de licencia de 10 años, Modi y Disney no pudieron llegar a un nuevo acuerdo, lo que puso fin al acuerdo de empresa conjunta en agosto de 2003.
Walt Disney Television International (Asia Pacífico) se hizo cargo de la distribución de contenido en septiembre de 2003 a través de Star Movies , AXN y HBO más 29 horas de programas infantiles por semana a través de DD Metro, Eenadu, SET, Star Plus y Star World.

### Subsidiaria de propiedad absoluta
The Walt Disney Company (India) Private Limited (WDCI) inició sus operaciones en julio de 2004 con sede en Mumbai. El 17 de diciembre, Walt Disney Television International India lanzó el canal Disney Channel y Toon Disney con tres canales de información en inglés (inglés, tamil y telugu). Los canales serán distribuidos por el Grupo Estrella. TWDCI planeaba enfocarse inicialmente en las operaciones de su canal antes de expandirse a otras áreas. A largo plazo, un parque temático de Disney en la India es posible ya que se ha encontrado tierra en las afueras de Delhi. También en diciembre, con Indiagames como socio, el Walt Disney Internet Group lanzó juegos, fondos de pantalla y tonos de llamada de Disney en el mercado, que también está disponible en AirTel. En 2005, Disney Consumer Products (DCP) comenzó a trabajar con varios puntos de venta minoristas indios para establecer Disney Corners dentro de los puntos de venta para vender productos con licencia. En agosto, Funskool India y Disney firmaron un contrato para que Funskool vendiera productos Disney Princess en la India.
Disney India y Yash Raj Films acordaron coproducir y cofinanciar una película animada anual para el mercado de la India en enero de 2007. Ambas compañías también trabajarán juntas en la comercialización y juegos para las películas.
En julio de 2006, Disney India adquirió una participación de control en Hungama TV de UTV Software Communications Limited y también tomó una participación del 14.9 % en UTV. En 2008, la compañía tomó una participación adicional del 17.5 % en UTV.
El 26 de septiembre de 2006, la marca Disney Jeans se lanzó bajo la licencia de Indus Clothing, que tenía previsto abrir 30 tiendas Disney Jean a finales de 2007. En octubre, DCP cedió a Ravi Jaipuria Corporation los derechos por cinco años para establecer hasta 150 tiendas de la marca Disney Artist y al por mayor con la marca Disney Artist, tarjetas de felicitación, papelería, artesanía y productos para fiestas de la marca Disney en la India, Nepal, Sri Lanka, Bangladés y Maldivas.
Disney Publishing Worldwide, una división de Walt Disney India, anunció un acuerdo de licencia en abril de 2009 con la editorial local Junior Diamond para publicar cómics de Disney, tanto en inglés como en hindi. Jetix/Toon Disney se cambió en India a Disney XD el 14 de noviembre.
En mayo de 2011, Disney y UTV acordaron coproducir películas familiares de la marca Disney con el manejo de la función creativa y UTV produciendo, comercializando y distribuyendo las películas. Walt Disney Company (Sudeste Asiático) Pvt Ltd. en julio de 2011 ofreció comprar las participaciones de los accionistas públicos con la aprobación del Comité de Asuntos Económicos del Gabinete para que aumenten su propiedad. En febrero de 2012, Disney anunció la finalización de la adquisición de UTV, y el director Ejecutivo de UTV, Ronnie Screwvala, se convirtió en Director Ejecutivo de TWDC India en reemplazo de Mahesh Samat, quien se unió a la compañía en 2007 desde Johnson & Johnson.
En octubre de 2012, Disney lanzó Disney Junior, un canal sin publicidad para niños en edad preescolar. Anteriormente, era un bloque de programación de una hora y media en Disney Channel India. Disney India lanzó sus operaciones de entretenimiento en vivo en 2015 con la producción de un musical de La bella y la bestia que se exhibirá de octubre a diciembre en Mumbai y Delhi.
Disney India indicó en agosto de 2016 que estaba cerrando UTV Pictures, su unidad de producción de películas hindis, y se estaba enfocando solo en la distribución de sus películas de Hollywood. El director gerente de Disney India, Siddharth Roy Kapur, también indicó que dejaría vencer su contrato el 1 de enero de 2017. El 28 de noviembre de 2016, Mahesh Samat regresaría como director gerente, cuatro años después de dejar la compañía.
El 12 de septiembre de 2017, Walt Disney International anunció una reestructuración de su negocio en Asia y que Mahesh Samat dirigirá la nueva división de Disney South Asia, combinando India, Singapur, Malasia, Tailandia, Indonesia, Filipinas y Vietnam.
El 5 de octubre de 2017, The Walt Disney Company India anunció oficialmente el lanzamiento de Disney International HD el 29 de octubre de 2017. El canal iba a albergar en exclusiva contenido original de Disney Channel de acción en vivo. El canal no tendrá ningún contenido de animación y reemplazará a Bindass Play.
Disney lanzó su segundo canal de HD, UTV HD, el 21 de octubre de 2018, mostrando películas de Bollywood y Hollywood en hindi. Se estrena una nueva película todos los viernes.
El 7 de noviembre de 2017, Disney anunció la promoción de Abhishek Maheshwari como jefe de país para la India. Debía informar a Mahesh Samat, director general de Walt Disney International South Asia. El 14 de diciembre de 2017, The Walt Disney Company anunció la adquisición de 21st Century Fox, que incluye a Star India.
Consumers Products obtuvo la licencia de DLF Brands para las tiendas Disney & Me que abrieron en abril de 2018. El segundo musical de las divisiones de Live Entertainment, Aladdin, se estrenó el 20 de abril de 2018.
El 13 de diciembre de 2018, Disney anunció que Uday Shankar, quien se desempeña como presidente de Fox Asia y presidente de Star India, dirigirá la región de Asia Pacífico de Disney y presidente de Disney India después de la adquisición de 21st Century Fox, incluyendo el cierre de Star India. Disney XD se cerró en enero de 2019 para ser reemplazado por el canal Marvel HQ el 20 de enero.
El 1 de abril de 2019, Uday Shankar, presidente de Disney Asia Pacific, anunció la reestructuración de la entidad completa de Star India y Disney. Sanjay Gupta dirigirá los negocios de la India y dirigirá Disney Studios India, Fox Star Studios y UTV Motion Pictures en India, informando directamente a Uday Shankar, que también es Presidente de Star y Disney India.

## Unidades

### Disney Media Networks

#### Canales actuales
| Nombre del Canal        | Inicio de Transmisiones                                                      | Idioma(s)                 | Género          |
| ----------------------- | ---------------------------------------------------------------------------- | ------------------------- | --------------- |
| Bindass                 | 24 de septiembre de 2007(adquirido en 2019)                                  | Hindi                     | Entretenimiento |
| Disney International HD | 29 de octubre de 2017                                                        | Inglés                    | Entretenimiento |
| Disney Channel India    | 17 de diciembre de 1998                                                      | Inglés Hindi Tamil Telugu | Infantil        |
| Disney Junior           | 15 de octubre de 2012                                                        | Inglés Hindi Tamil Telugu | Infantil        |
| Super Hungama           | 1 de marzo de 2022                                                           | Inglés Hindi Tamil Telugu | Infantil        |
| Hungama TV              | 26 de septiembre de 2004 (adquirido en 2006)                                 | Hindi Tamil Telugu        | Infantil        |
| UTV Action              | 24 de septiembre de 2007 (adquirido en 2012)                                 | Hindi                     | Películas       |
| UTV Movies              | 24 de febrero de 2008 (adquirido en 2012) 21 de octubre de 2018 (Versión HD) | Hindi                     | Películas       |

#### Canales cerrados
| Nombre del Canal | Inicio de Transmisiones | Cese de Transmisiones   | Reemplazado por         |
| ---------------- | ----------------------- | ----------------------- | ----------------------- |
| Bindass Play     | 1 de octubre de 2014    | 29 de octubre de 2017   | Disney International HD |
| Toon Disney      | 17 de diciembre de 2004 | 14 de noviembre de 2009 | Disney XD               |
| Disney XD        | 14 de noviembre de 2009 | 20 de enero de 2019     | Marvel HQ               |
| UTV Stars        | 19 de agosto de 2011    | 1 de octubre de 2014    | Bindass Play            |
| UTV World Movies | 3 de febrero de 2008    | 5 de octubre de 2014    | Ninguno                 |
| Marvel HQ        | 25 de enero de 2019     | 1 de marzo de 2022      | Super Hungama           |